# Michael Klein (1965)
Michael Klein (22 maggio 1965) è un ex calciatore tedesco, di ruolo difensore.